# Sophia Heath
Lady Sophie Mary Heath, més coneguda com a Sophia Heath, (Knockaderry, Comtat de Limerick, Irlanda, 10 de novembre de 1896 - Londres, 9 de maig de 1939) fou una aviadora, atleta i defensora dels esdeveniments femenins en els Jocs Olímpics irlandesa. Va ser campiona britànica de llançament de javelina i delegada del Comitè Olímpic Internacional. Va fundar l'English Women's Amateur Athletic Association l'any 1922 i va publicar Athletics for Women and Girls el 1925, una col·lecció d'assaigs presentats al Comitè Olímpic Internacional en nom d'atletes femenines. Heath va ser la primera dona a obtenir una llicència de pilot comercial del Ministeri britànic (1926) i viatjar sola des de Ciutat del Cap a Londres (1927-1928) convertint-se així en la primera persona en travessar el continent africà per l'aire.